# Llanharan
Llanharan est un village et une communauté du borough de comté de Rhondda Cynon Taf, au pays de Galles.

## Géographie
Llanharan est situé dans le sud du borough de comté de Rhondda Cynon Taf, près de l'autoroute M4, à une douzaine de kilomètres à l'ouest de Bridgend et à une vingtaine de kilomètres à l'est de Cardiff.
La gare de Llanharan (en) est desservie par les trains de la Maesteg Line (en) qui relie Maesteg à Bridgend.
La communauté de Llanharan comprend aussi les villages et hameaux de Bryn-cae (cy), Brynna (en), Llanilid (en), Peterston-super-Montem et Ynysmaerdy (en).

## Démographie
Au recensement de 2011, la communauté de Llanharan comptait 7 283 habitants.